# Frederik Klem
Frederik Johannes Gottfried (Gottfred) Klem (3. října 1823, Kodaň – 1. ledna 1895, Christiania) byl dánský fotograf, který pracoval v Norsku, jeden z průkopníků v portrétní fotografie. Byl studentem Královské dánské Akademie výtvarných umění a zároveň vyučoval v Královské továrně na porcelán. Také se učil fotografické řemeslo u fotografa Jense Petersena v Kodani.

## Životopis
Poté, co se účastnil jako poručík v Prusko-dánské válce přišel do norského Haldenu se svým příbuzným Ole Raschem. Po relativně krátké době otevřel ve městě fotoatelier a později se oženil s Raschovou dcerou Kirsten Henriettou. V roce 1865 své studio prodal a odstěhoval se zpět do Kodaně, kde vstoupil jako komplic do firmy s Jensem Petersenem. Téhož roku se stal členem Fotografického spolku, prvního dánského fotografického sdružení. V Dánsku však nezůstal dlouho a již následující rok byl zpět v Norsku, kde otevřel studio v Christianii na adrese Universitetsgaten 6. Také převzal negativní desky dánského fotografa Carla Christiana Wischmanna.
Klem byl v roce 1882 zakládajícím členem Fotografické společnosti v Christianii a byl místopředsedou sdružení. Toto byla první organizace norských fotografů.
Frederik Klem provozoval svou fotografickou činnost až do roku 1891, ve kterém převzal jeho studio Gustav Borgen a provozoval jej pod jménem Fr. Klems Eftfg.

## Galerie

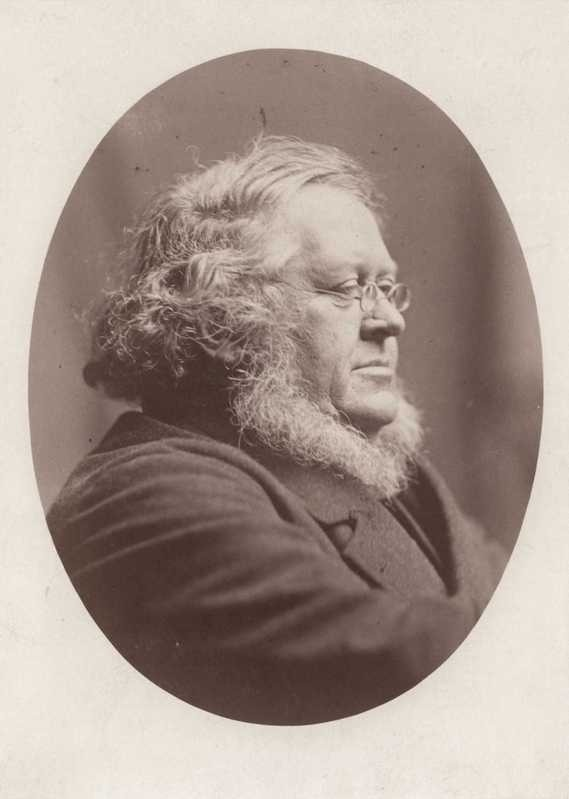
Peter Christen Asbjørnsen v oválném rámu
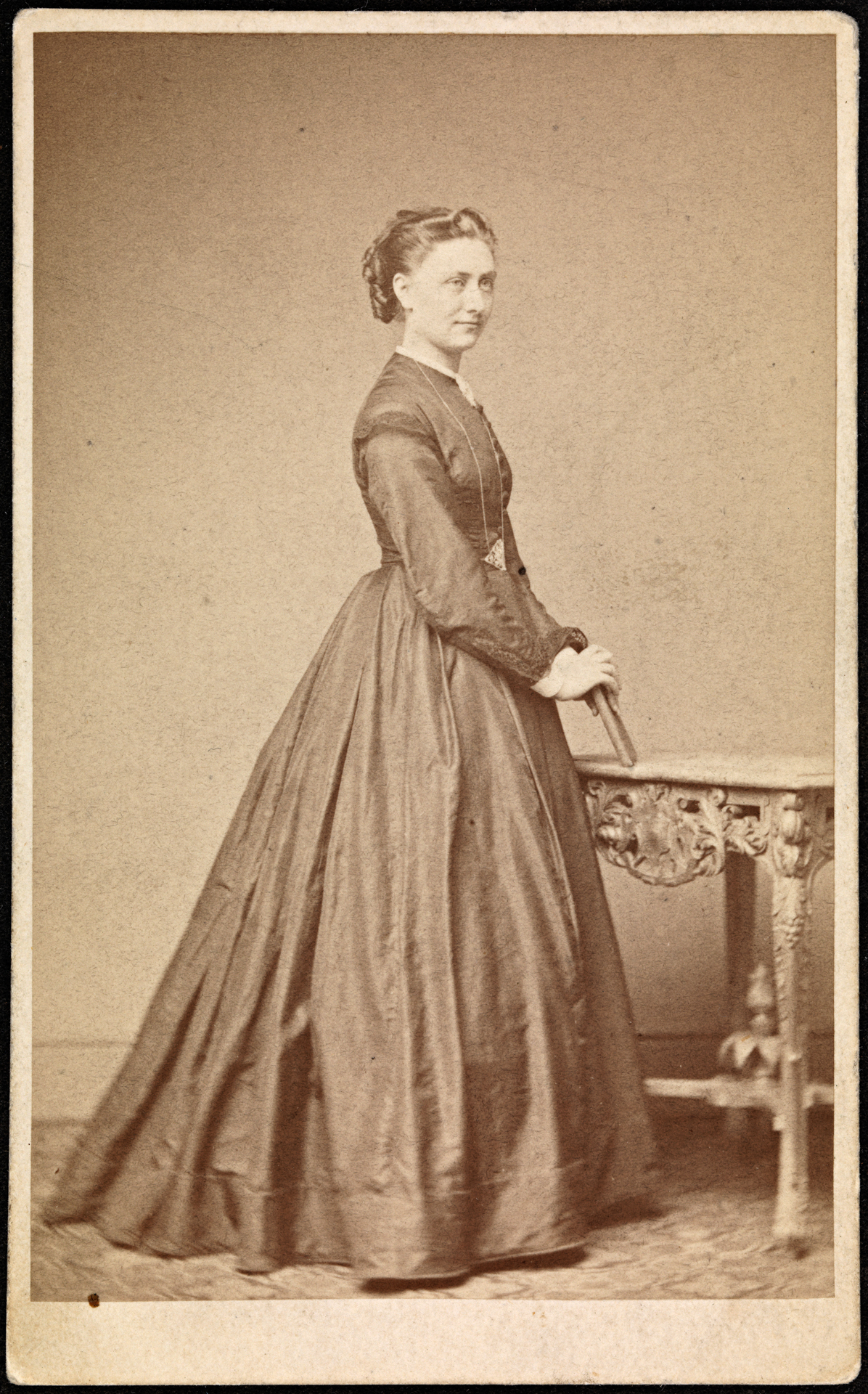
Gina Krog, carte de visite, neznámý rok
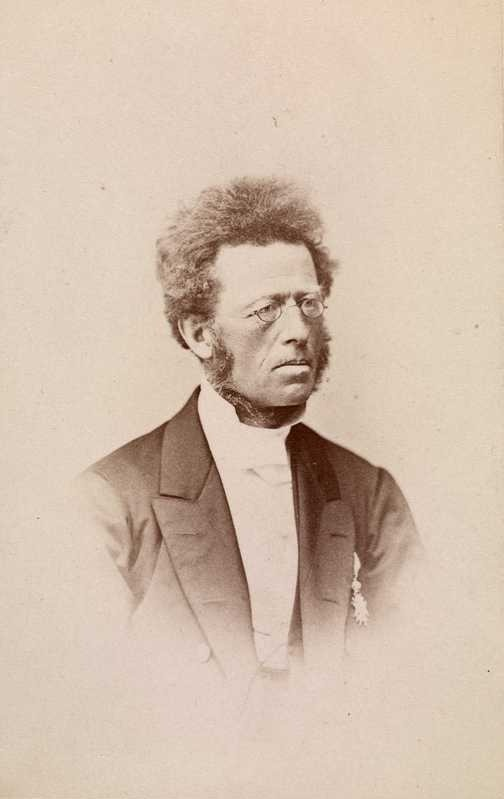
Eilert Sundt
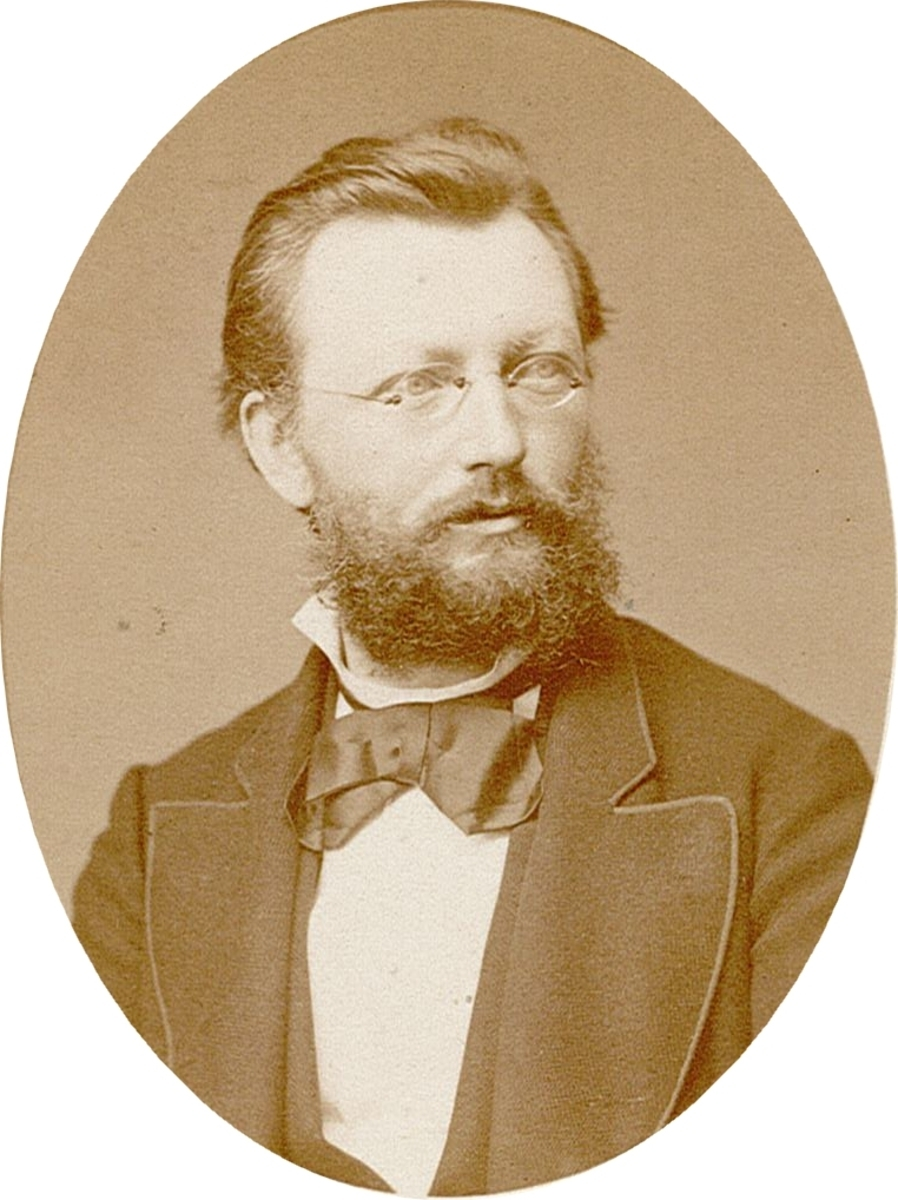
Malíř Christian Meyer Ross, asi 1880
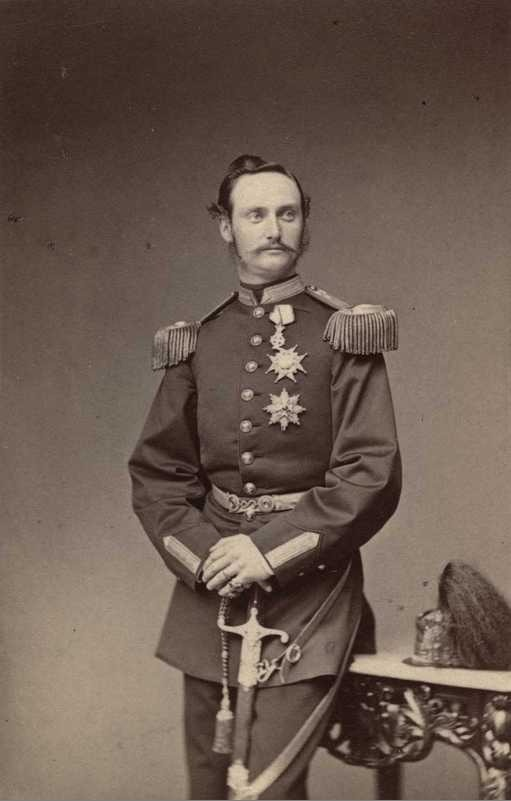
Pozdější král Frederik VIII. Dánský, asi 1865
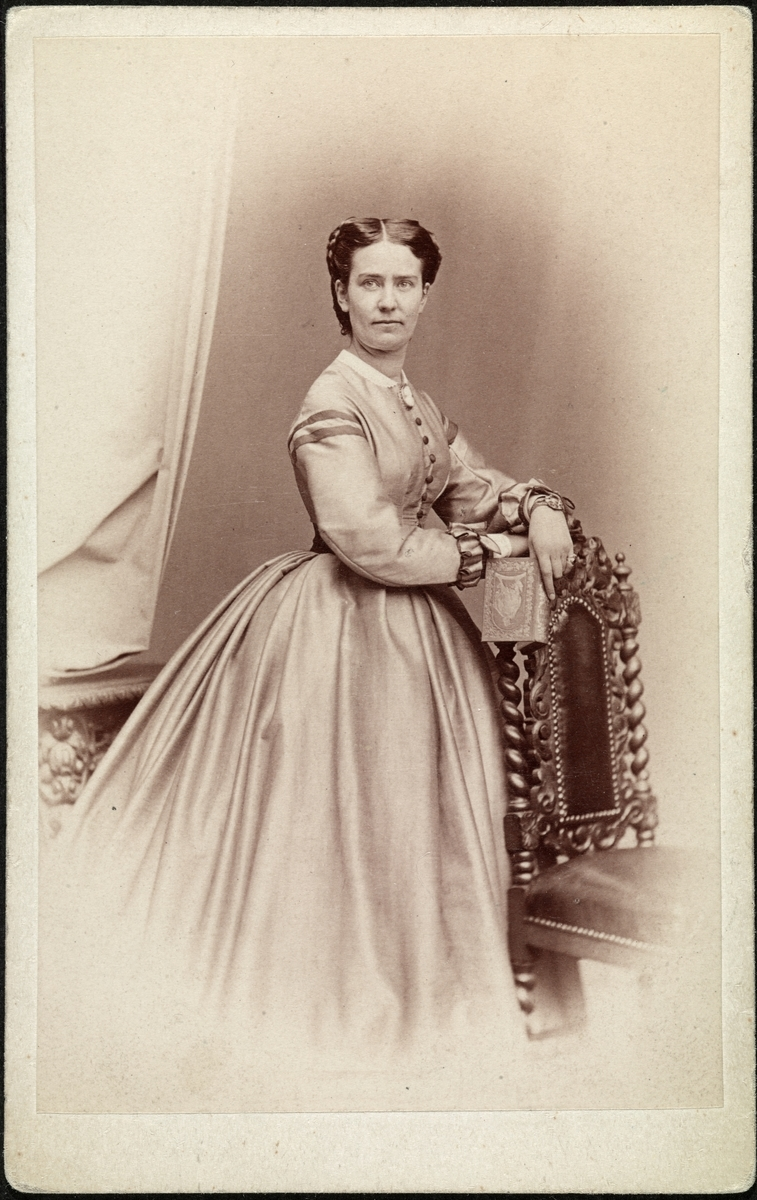
Lucie Wolf, asi 1870
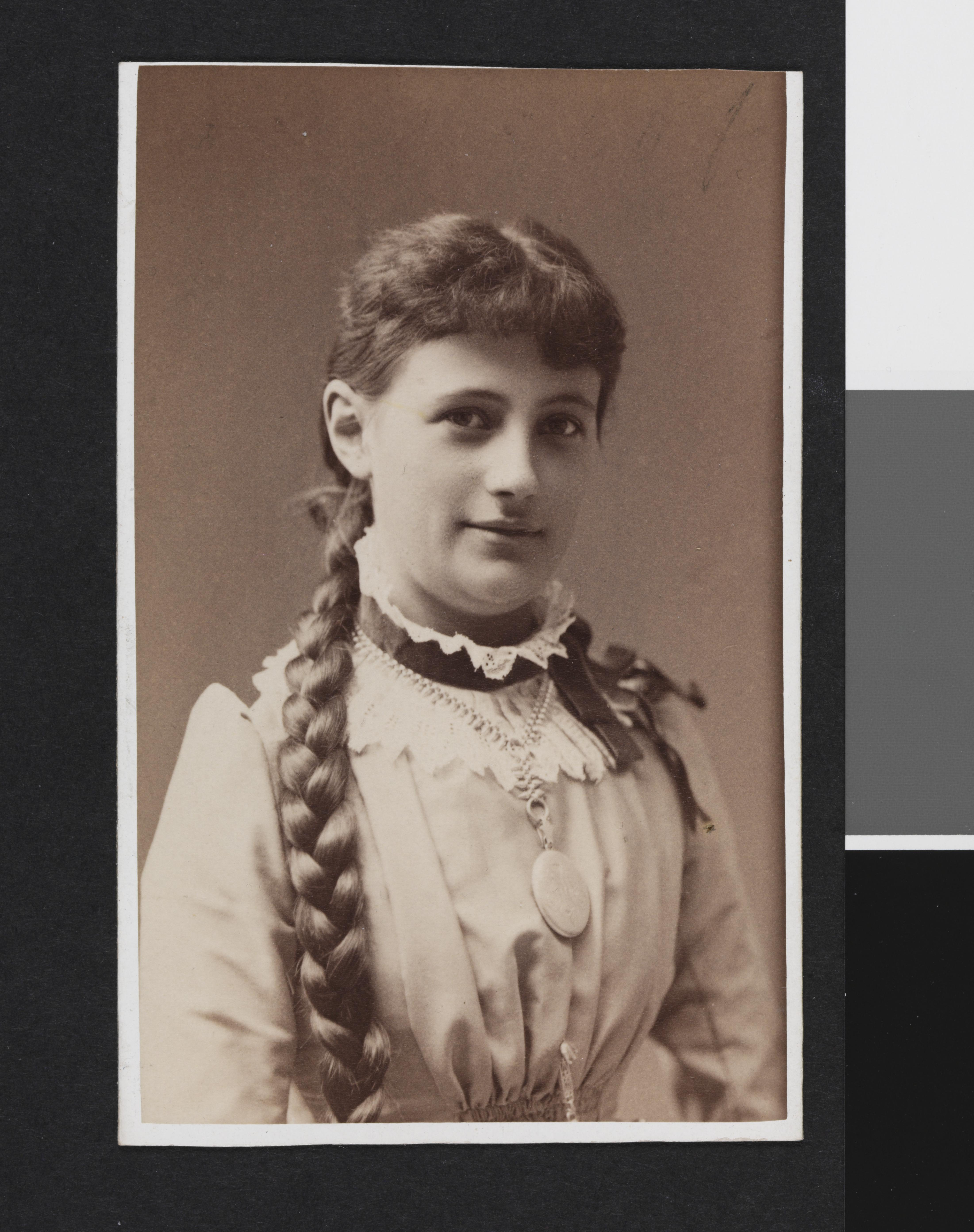
Margrethe Jensen
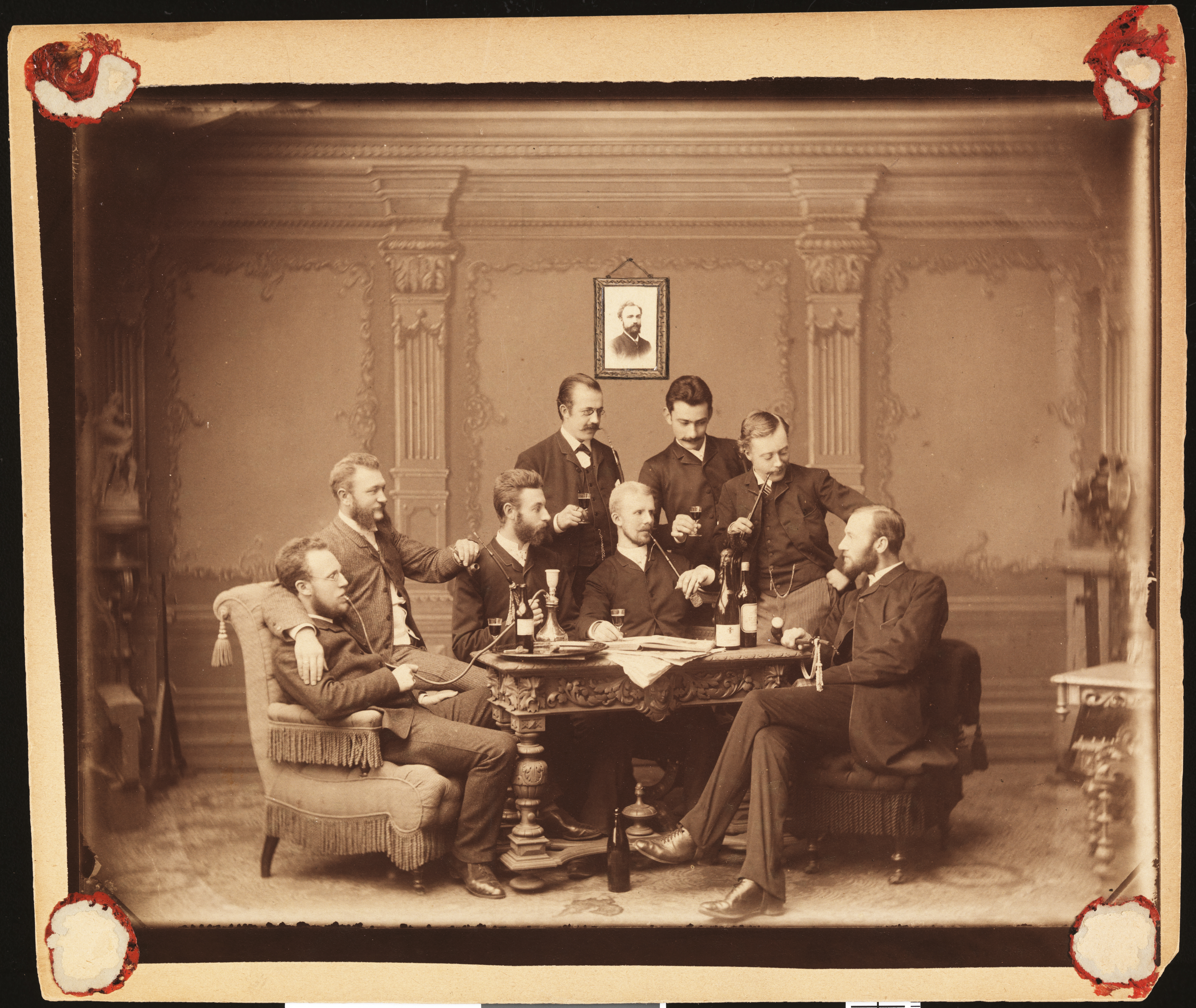
Skupina mužů, kteří kouří dýmku a pijí portské víno, Zleva: 1. Jacob Halvorsen, student 2. Fredrik Finckenhagen 3. Oluf E. Larsen, 4. Hans Ramm, pozdější ředitel školy v Namsos 5. Gustaf Amneus 6. student medicíny Jon Melhus, později lékař v Nord-Trøndelag 7. neznámý 8. Otto Winther, ředitel pobočky Savings Bank v Oslo.